# Schloss Larra

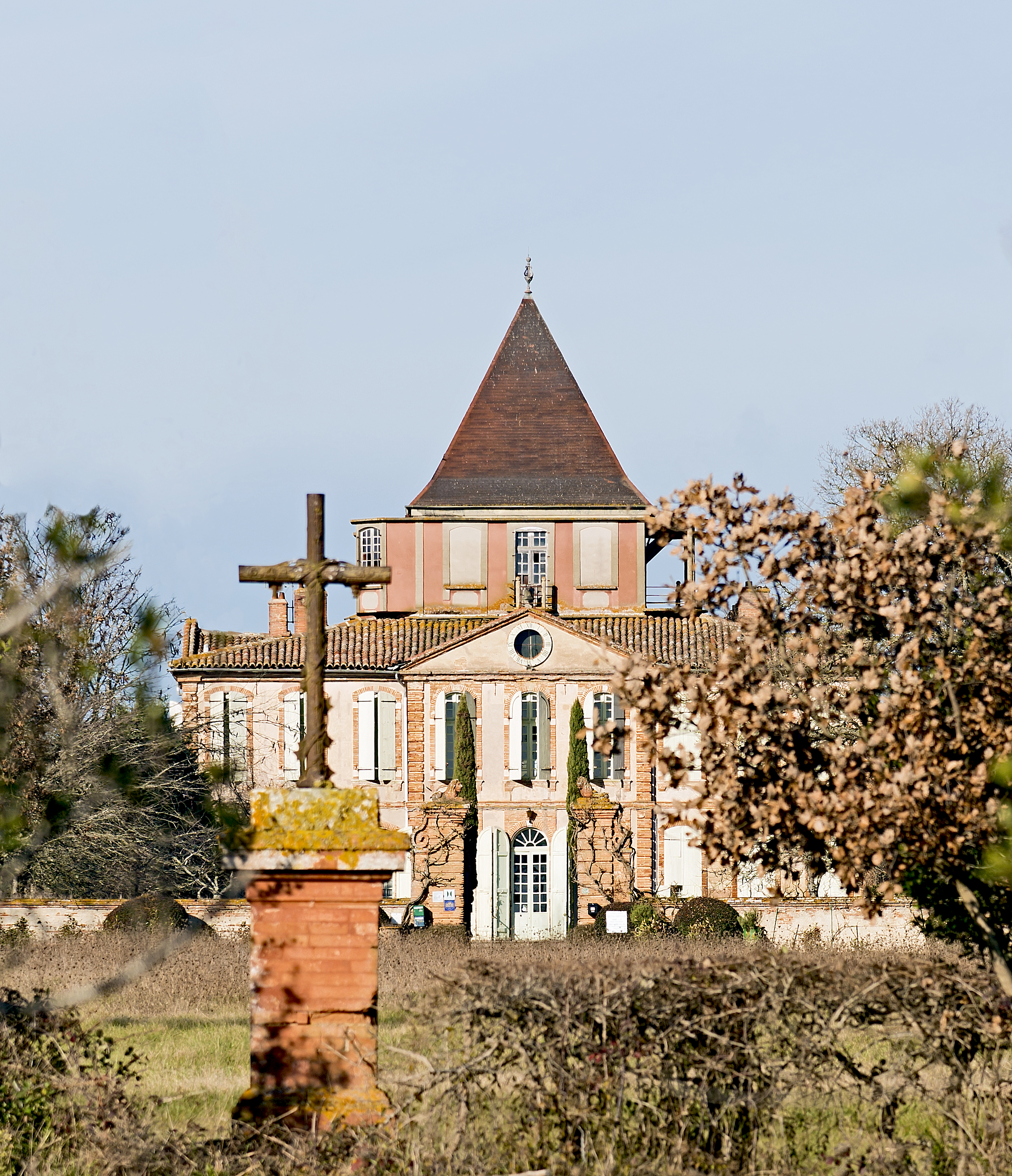
Schloss Larra, Ansicht von Südosten

Das Schloss Larra (französisch Château de Larra) ist ein barockes Lustschloss in der südfranzösischen Gemeinde Larra (Département Haute-Garonne) der Region Okzitanien. Das Anwesen ist nur im Rahmen von vorangemeldeten Gruppenführungen und am französischen Tag des offenen Denkmals (Journée du Patrimoine) für Besucher zugänglich. Teile von ihm stehen seit dem 10. Dezember 1993 als Monument historique unter Denkmalschutz. Sein Schlosspark und -garten sind als „bemerkenswerter Garten“ (Jardin Remarquable) ausgezeichnet.

## Geschichte
Am Ort des heutigen Schlosses stand inmitten eines 200 Hektar großen Anwesens bis in das 18. Jahrhundert ein Herrenhaus im Stil des Louis-treize. Jean-François de Tournier-Vaillac ließ dieses 1743 niederlegen und dort bis 1748 das heutige Lustschloss nach italienischen Vorbildern errichten. Die Pläne dazu stammten von dem Architekten Guilaume Cammas, der auch die Fassade des Kapitols in Toulouse entworfen hat. Ausführender Architekt vor Ort war hingegen der Toulousain Maduron, der auch für den Bau des Schlosses Merville verantwortlich zeichnete. Als der Bauherr 1748 starb, war der Neubau noch nicht fertiggestellt. Erst unter seinem Sohn Pons-Jean-François de Tournier-Vaillac wurde die Innenausstattung vollendet. Gleichzeitig mit dem Bau des Schlosses wurde in der Mitte des 18. Jahrhunderts auch ein regelmäßig gestalteter Schlosspark angelegt.
1875 gelangte das Schloss von Bathilde Marie Pierre de Tournier an dessen Nichte Marie Justine Louise dʼAntin, die mit Fernand Louis de Carriere verheiratet war. Ihre Nachkommen sind noch heute Eigentümer der Anlage und bewohnen sie.

## Beschreibung

### Architektur
Das Hauptschloss im Stil einer palladianischen Villa ist ein quadratisches Backsteingebäude mit einer Seitenlänge von 25 Metern. Seine vier zweigeschossigen Fassaden sind alle identisch gestaltet. Durch hohe Fenster in neun Achsen unterteilt, werden die Mitten der Fassaden jeweils durch einen dreiachsigen Mittelrisalit mit Dreiecksgiebel betont. Sie sitzen auf Höhe des sehr flachen Walmdachs. Dieses wird von einem zentralen Belvedere mit abgeknicktem Pyramidendach überragt, in dessen Inneren sich das Treppenhaus des Gebäudes befindet.
Vor der Südost-Fassade liegt der langgestreckte Ehrenhof der an seiner Westseite von der ehemaligen Orangerie flankiert wird. Sie wurde später zu einer Kapelle umfunktioniert. Ihre Fassade zeigt noch Reste der einstigen Verzierung, bestehend aus dorischen Pilastern, die durch Festons miteinander verbunden waren.
Von Südosten führt eine zweigeteilte, fast 250 Meter lange Zufahrtsallee auf das Eingangstor des Schlosses an der Südseite des Ehrenhofs zu.

### Innenräume
Im Inneren ist sehr viel der prachtvollen und luxuriösen Originalausstattung erhalten. Dazu zählen unter anderem wertvolle Marmorkamine und Springbrunnen. Die Empfangsräume des Schlosses sind mit Stuckarbeiten dekoriert, die das Werk des Bildhauers Jean Loubeau sind. In den Salons hängen Gemälde galanter Szenen, die von Werken François Bouchers und Antoine Watteaus inspiriert sind.
Mittelpunkt des Schlossinneren ist das große Treppenhaus. An seinen Wänden hängen zahlreiche Porträtgemälde, die Mitglieder der Eigentümerfamilie zeigen. Die monumentale Treppe besitzt ein schmiedeeisernes Geländer, das 1763 von dem Kunstschmied Bernard Ortet aus Toulouse angefertigt worden ist. Er stellte auch schmiedeeiserne Teile für das Kapitol in Toulouse her.

### Schlosspark und -gärten
Der Schlossgarten erstreckt sich östlich des Hauptgebäudes. Er besteht aus Rasenflächen die einige Schmuckelemente aufweisen. Mittelpunkt ist ein langgestrecktes Parterre, das rundherum von einem breiten Weg umgeben ist. An seiner östlichen Stirnseite setzt sich ein weiterer Weg gen Osten zu einem achteckigen Wasserbecken fort, in dessen Mitte früher einmal die Terrakottastatue einer maritimen Gottheit stand. An der westlichen Stirnseite des Parterres erinnert eine Broderie in Form der Fleur-de-Lys daran, dass die heutige Gartenform aus der Zeit um 1890 stammt und dem Stil von Achille Duchêne und seinem Vater Henri nachempfunden wurde.
Der 50 Hektar große Park des Schlosses besitzt noch seine ursprüngliche Form aus dem 18. Jahrhundert und schließt sich nördlich des Gartens an. Von diesem ist er durch eine niedrige Mauer getrennt, die von drei Portalen mit Säulen durchbrochen ist. Die Säulen des zentralen Portals sind mit Löwen geschmückt. Der Park besteht aus einem Eichenwäldchen, in dem sieben verschiedene Eichenarten wachsen. Sein südlicher Teil ist von acht Wegen durchzogen, die von einem zentralen Punkt aus sternförmig in den Wald hinein laufen.

## Website
- Website des Schlosses (französisch)
- Eintrag des Schlosses in der Base Mérimée des französischen Kulturministeriums (französisch)
- Eintrag des Schlosses in der Denkmaldatenbank der Region Okzitanien (französisch)
- Schlosspark und -garten auf der Website des Comité des Parcs et Jardins de France (französisch)
- Michel Hastenteufel: Château de Larra (französisch)